# پلیزلی
پلیزلی (به انگلیسی: Pleasley) یک روستا و محله مدنی در بریتانیا است که در منطقه بالسوور واقع شده‌است. پلیزلی ۲٬۳۰۵ نفر جمعیت دارد.